# The Power of Love (Frankie Goes to Hollywood)
The Power of Love è il terzo singolo estratto dall'album Welcome to the Pleasuredome dei Frankie Goes to Hollywood, pubblicato nel 1984.

## Il brano
Scritta da Holly Johnson su musica di Brian Nash e Mark O'Toole, The Power of Love seguì i suoi due predecessori, Relax e Two Tribes, in cima alla classifica dei singoli del Regno Unito. Entrò anche nelle Top Ten in altri paesi europei, in Nuova Zelanda e in Australia. Dopo questo successo iniziale, il brano viene spesso considerato come canzone 'natalizia' sebbene non contenga nessun riferimento alla festa cristiana. Tuttavia il videoclip promozionale è una rappresentazione della natività, approfittando del periodo in cui uscì il singolo e il tema dell'amore universale, personificato nella figura di Cristo.
Nella copertina del singolo è riprodotta l'Assunta di Tiziano, dipinto del XVI secolo conservato a Venezia.
Dopo la prima uscita, altre ristampe e/o remix della canzone sono entrate nella Top Ten UK in altre due occasioni, alla posizione numero 10 a natale del 1993 e al 6º posto nell'estate del 2000.

## Classifiche

### Classifiche settimanali
| Classifica (1984/85) | Posizione massima |
| -------------------- | ----------------- |
| Australia            | 4                 |
| Austria              | 8                 |
| Belgio (Fiandre)     | 6                 |
| Canada               | 20                |
| Finlandia            | 11                |
| Francia              | 20                |
| Germania             | 4                 |
| Irlanda              | 2                 |
| Italia               | 4                 |
| Nuova Zelanda        | 2                 |
| Paesi Bassi          | 10                |
| Regno Unito          | 1                 |
| Spagna               | 6                 |
| Svezia               | 14                |
| Svizzera             | 2                 |

### Classifiche di fine anno
| Classifica (1984) | Posizione |
| ----------------- | --------- |
| Regno Unito       | 16        |
| Classifica (1985) | Posizione |
| Germania          | 43        |
| Italia            | 23        |
| Nuova Zelanda     | 33        |
| Svizzera          | 25        |

## Versioni cover
The Power of Love fu reincisa da Holly Johnson in qualità di solista nel 1999 e da Gabrielle Aplin nel 2012. La versione di Aplin raggiunse la posizione numero 1 nel Regno Unito, esattamente 28 anni dopo l'originale dei Frankie Goes to Hollywood. Anche gli Oomph hanno realizzato una cover nel 2006.